# Ciekawski George 2
Ciekawski George 2 (ang. Curious George 2: Follow That Monkey!) – amerykański film animowany z 2010 roku w reżyserii Nortona Virgiena. Kontynuacja filmu animowanego Ciekawski George z 2006 roku. Film powstał na podstawie książek Hansa Augusto „H.A.” Reya i Margret Rey. Film miał premierę w Polsce 28 sierpnia 2010.

## Fabuła
Sympatyczna, rozbrykana małpka George zaprzyjaźnia się z młodą słonicą Kaylą, która właśnie trafiła do nowojorskiego cyrku. Chcąc pomóc nowej przyjaciółce odnaleźć rodzeństwo, George zwraca się o pomoc do starego znajomego. Jest nim Mężczyzna w Żółtym Kapeluszu, czyli Ted, pracownik Muzeum Historii Naturalnej. Zabiera on oba stworzenia w niezwykłą podróż. Teraz cała trójka pieszo, pociągiem i ciężarówką przemierza Amerykę.

## Obsada
- Jeff Bennett jako Ted
- Nickie Bryar jako Maggie
- Fred Tatasciore jako Bloomsberry
- Tim Curry jako Piccadilly
- Frank Welker jako George
- Ed O’Ross jako Ivan
- Jamie Kennedy jako „Danno” Wolfe
- Catherine Taber jako Tina
- Jeff McNeal jako Kayla
- Matt Lauer jako Hark Hanson

## Wersja polska
Wersja polska: na zlecenie CANALu+ – DUBBFILM

Reżyseria: Cezary Morawski

Dialogi: Kamila Klimas-Przybysz

Dźwięk i montaż: Renata Gontarz

Kierownictwo produkcji: Romuald Cieślak

Wystąpili:
- Tomasz Steciuk – Ted
- Marcin Perchuć – Danno Wolfe
- Andrzej Blumenfeld – Wielki Piccadilly
- Krzysztof Kowalewski – Naczelnik stacji Humbleton
- Anna Zagórska – Maggie
- Aleksander Bednarz – Bloomsberry
- Artur Kaczmarski – Hark Hanson
- Tomasz Kozłowicz – Dan
- Agnieszka Mrozińska – Ania
- Monika Węgiel – Panna Fisher
- Brygida Turowska –
  - Automatcyna sekretarka,
  - Pilotka samolotu
- Janusz Wituch – Konduktor
- Mikołaj Klimek – Ivan
- Kinga Tabor – Kobieta w TV
- Monika Wierzbicka
- Natalia Rybicka – Dziewczyna
- Cezary Nowak
- Marek Bocianiak – Chłopak w TV
- Przemysław Wyszyński –
  - Pracownik parku zwierząt,
  - Gazeciarz
- Joanna Pach – Tina (niewymieniona w polskiej tyłówce)

Lektor: Paweł Bukrewicz